# Dicranomyia (Dicranomyia) whiteae
Dicranomyia (Dicranomyia) whiteae is een tweevleugelige uit de familie steltmuggen (Limoniidae). De soort komt voor in het Oriëntaals gebied.